# Reinhard Keiser

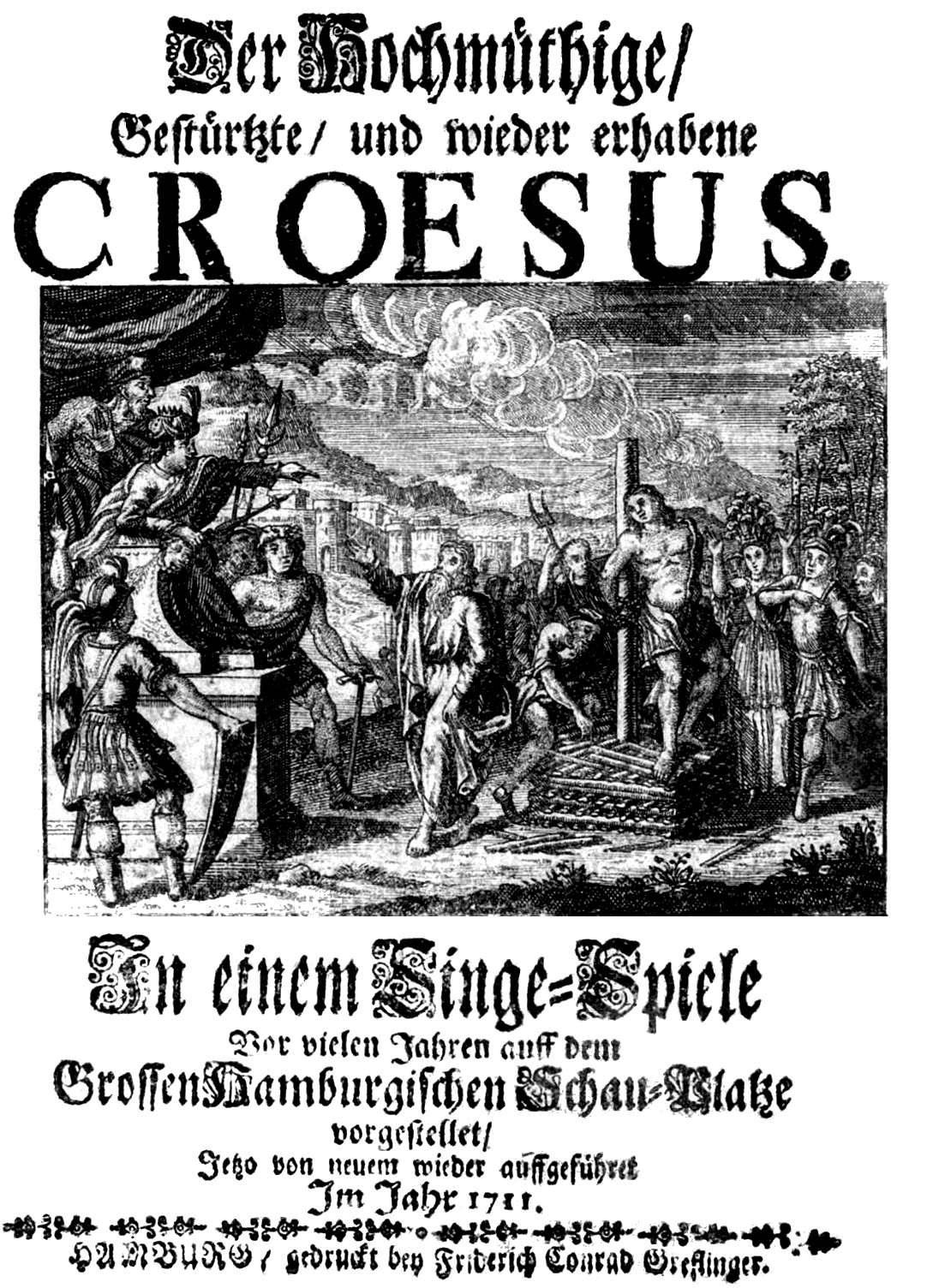
Titelblatt des Librettos zu Keisers Oper Croesus (1711)

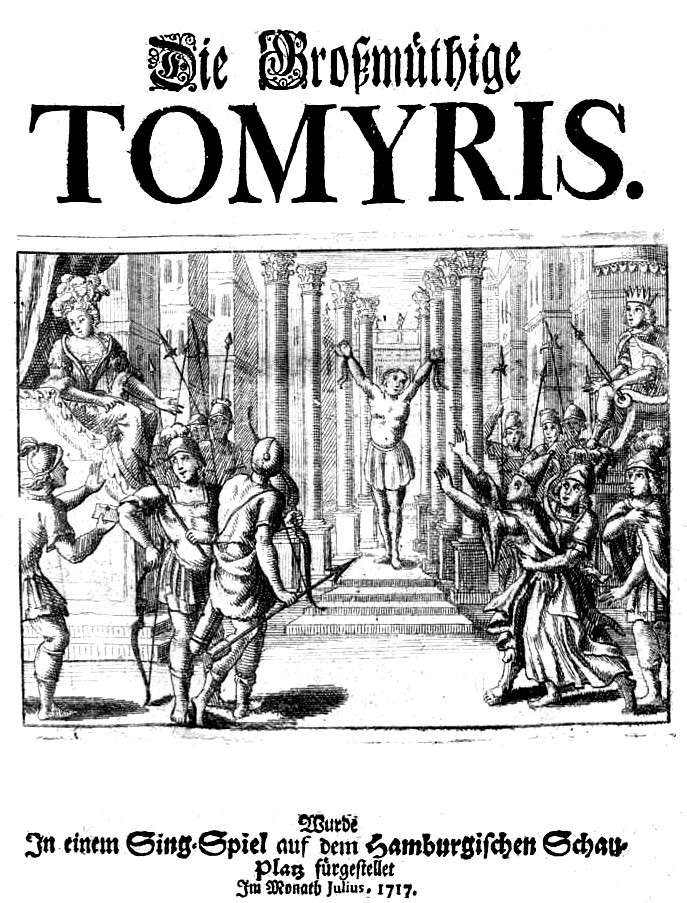
Titelblatt des Librettos zu Keisers Oper Die großmütige Tomyris (1717)

Reinhard Keiser (getauft 12. Januarjul. / 22. Januar 1674greg. in Teuchern; † 12. September 1739 in Hamburg) war ein deutscher Komponist und Opernproduzent.

## Leben
Reinhard Keiser war der Sohn von Gottfried Keiser und dessen Ehefrau Agnes Dorothee Keiser, geb. von Etzdorff, Tochter eines verarmten Junkers. Gottfried Keiser war seit 1671 als Organist in Teuchern tätig; er verließ zwischen 1674 und 1675 seine Wirkungsstätte mit unbekanntem Ziel, so dass der Sohn vermutlich allein bei seiner Mutter aufwuchs. Am 13. Juli 1685 trat Reinhard Keiser in die von Johann Schelle geleitete Thomasschule zu Leipzig ein, wo er eine gründliche musikalische Ausbildung erhielt. 1693 brachte Keiser in Braunschweig am neuen Opernhaus am Hagenmarkt seine (vermutlich) erste Oper Basilius in Arkadien zur Aufführung und wurde im Jahr darauf als Nachfolger von Johann Sigismund Kusser zum Cammer-Componisten ernannt.
1697 siedelte er nach Hamburg über und stellte sich am dortigen Opernhaus am Gänsemarkt mit den Opern Mahumet II. und Der geliebte Adonis vor. Für dieses Haus, das er von 1703 bis 1707 gemeinsam mit dem Dramaturgen Drüsicke leitete, komponierte Keiser den Großteil seiner Bühnenwerke. In den Jahren 1700 und 1701 war er außerdem als Kapellmeister der Winterkonzerte tätig, die der kaiserliche Rat von Eckgh veranstaltete. Von Herzog Friedrich Wilhelm zu Mecklenburg erhielt er den Titel eines herzoglichen Kapellmeisters.
Johann Mattheson zufolge soll Keiser sich in der Öffentlichkeit „mehr als ein Cavallier, denn als Musicus“ betragen haben. Besonders im 19. Jahrhundert haben verschiedene musikalische Chronisten (z. B. der Händelforscher Friedrich Chrysander) allerlei fragwürdige Anekdoten über Keisers Leben kolportiert, möglicherweise weil außer den Uraufführungsterminen seiner Opern nur wenige zuverlässige biografische Daten vorliegen. Diverse Gerüchte über Keisers ausschweifenden Lebenswandel und eine angebliche Flucht vor dem drohenden Schuldengefängnis nach Weißenfels haben sich bei neueren Quellenforschungen als haltlos erwiesen.
Am 3. Januar 1712 heiratete er die bekannte Sängerin Barbara Oldenburg, Tochter des Ratsmusikers Hieronymus Oldenburg. Bald nach Ende der Direktion seines Nachfolgers J. H. Sauerbrey verließ Keiser Hamburg. Von Sommer 1719 bis November 1720 ist er in Stuttgart nachweisbar, wo er bei zahlreichen musikalischen Veranstaltungen mitwirkte, aber keine Anstellung finden konnte, da man am württembergischen Hof italienische Musiker bevorzugte.
Im August 1721 kehrte Keiser nach Hamburg zurück, wandte sich aber bereits Ende dieses Jahres nach Kopenhagen, wo er schon 1704 vergeblich um seine Erhebung in den Adelsstand nachgesucht hatte. Diesmal erhielt er die Ernennung zum königlich-dänischen Kapellmeister und brachte in Kopenhagen die Oper Ulysses zur Aufführung. Nach mehreren Besuchen in Hamburg ließ er sich 1723 endgültig dort nieder und schrieb weiterhin Opern für das Haus am Gänsemarkt, dessen Spielplan er gemeinsam mit dem neuen Direktor Georg Philipp Telemann beherrschte. 1728 wurde er schließlich Kantor am Hamburger Dom und widmete sich für den Rest seines Lebens überwiegend der Kirchenmusik.
Nach seinem Ableben erschien der folgende poetische Nachruf Telemanns:
Sonett auf das Absterben des berühmten Capellmeisters Keiser

Ihr, die in Deutschlands Raum die Tonkunst Kinder nennet,

lasst Keisers Untergang nicht fühllos aus der Acht!

Er hat um euren Ruhm sich sehr verdient gemacht,

und manchen Ehrenkranz den Welschen abgerennet.

Da seine Jugend noch in erster Glut gebrennet,

wie reich, wie neu, wie schön, wie ganz hat er gedacht!

Wie hat er den Gesang zum vollen Schmuck gebracht,

den dazumal die Welt noch ungestalt gekennet!

Zu diesem zog ihn bloß ein angeborner Trieb,

durch den er, ohne Zwang der Schulgesetze, schrieb;

durch den wir mehr von ihm, als hundert Werke, lesen.

Wir ehren dein Verdienst, du Züchtling der Natur,

der, suchtest du gleich nicht der Kunst verdeckte Spur,

dennoch der größte Geist zu seiner Zeit gewesen.
In seinem nicht mehr im Originalzustand erhaltenen Geburtshaus Markt 9 in Teuchern befand sich eine Reinhard-Keiser-Gedenkstätte mit einer ständigen Ausstellung über seine Lebensstationen. Diese zog im März 2012 in das „Haus der Vereine“ in der Straße des Friedens 30 um.

## Bedeutung
Reinhard Keiser gilt als einer der bedeutendsten deutschen Opernkomponisten des Barocks. Während seines Wirkens wurde die Hansestadt zum Zentrum der frühen deutschen Opernkultur und Anziehungspunkt für zahlreiche kunstsinnige Besucher. Neben der Pflege der heimischen Musiktradition beobachtete man aufmerksam die Entwicklungen der Oper in Italien und Frankreich, um den Anschluss an die aktuellen Strömungen nicht zu versäumen. Die Librettisten der Hamburger Oper, unter denen sich Christian Heinrich Postel, Lukas von Bostel und Johann Ulrich von König besonders hervortaten, nahmen als Vorlage gerne erfolgreiche italienische Libretti, bei deren Übersetzung und Bearbeitung sie oft einige der Arienverse im originalen italienischen Wortlaut beließen. Im Munde komischer Dienerfiguren finden sich sogar plattdeutsche Lieder.
Gelegentlich werden in die mythologischen und historischen Handlungen auch Anspielungen auf Hamburger Tagesereignisse eingestreut. Zuweilen entnahm man die Stoffe auch der lokalen Geschichte, wie in der 1701 in zwei Teilen aufgeführten Oper Störtebecker und Jödge Michaels, deren Partitur verschollen ist. Bei der szenischen Darstellung pflegte man einen mitunter drastischen Realismus, der sich von dem durch höfisches Zeremoniell geregelten Aufführungsstil der italienischen und französischen Oper deutlich unterschied. Der Überlieferung nach soll in der Hinrichtungsszene des Störtebecker echtes Blut geflossen sein: Kälberblut aus Schweinsblasen, welche die Darsteller der Vitalienbrüder unter ihren Kostümen trugen.
Seinen polyglotten Texten entsprach Keiser bei der Vertonung mit einer musikalischen Sprache, die fremde Einflüsse mit der heimischen Überlieferung verband und eigenständig weiterentwickelte. Italienische Einflüsse zeigen sich besonders in der Gestaltung der Gesangspartien, in denen Keiser eine blühende melodische Phantasie beweist. Die Palette der Ausdrucksformen reicht vom gesanglich veredelten Gassenhauer bis zur virtuosen Bravourarie mit langen und komplexen Koloraturen, die von Laiensängern, wie sie in der Frühzeit der Hamburger Oper auftraten, kaum mehr zu bewältigen waren. Französisch inspiriert ist die Aufnahme von Chor- und Ballettszenen und die raffinierte Instrumentationskunst mit zahlreichen innovativen Klangerfindungen, z. B. fünf Fagotte in der Begleitung einer Arie aus Octavia oder das neuerfundene Chalumeau, ein Vorläufer der Klarinette, in Verbindung mit gedämpften Streichern in Croesus. In Opern wie Croesus, Die großmütige Tomyris oder der besonders erfolgreichen Fredegunda finden sich kaum zwei aufeinanderfolgende Musikstücke mit identischer Besetzung.
Johann Mattheson hat in seiner 1740 erschienenen Grundlage einer Ehrenpforte, einer Sammlung von Biografien berühmter Musiker, seine Einschätzung von Keisers Bedeutung kurz und bündig zusammengefasst: Seiner Meinung nach war Keiser „der größeste Opern-Componist von der Welt“.
Keiser wurden früher zwei Oratorien zugeschrieben. Die Markus-Passion passt jedoch nicht in Keisers Schaffen. Es kann nicht ausgeschlossen werden, dass Keiser der Komponist ist, aber „es fehlt an einem Nachweis, daß er mit dieser liturgischen Art der Passionsmusik im ersten Jahrzehnt des 18. Jahrhunderts zu tun hatte.“ Das gedruckte Libretto der Markus-Passion ist hinsichtlich der Autorschaft mehrdeutig und lässt offen, ob der Hamburger Dommusikdirektor Friedrich Nicolaus Bruhns 1707 lediglich eine Aufführung leitete oder aber als Komponist genannt wird.
Als erstes deutsches Oratorium gilt „Der blutige und sterbende Jesus“, vertont von Reinhard Keiser und mit einem Libretto von Christian Friedrich Hunold. Die Uraufführung fand 1704 in Hamburg statt. Die Komposition, deren Text überdauerte, war lange verschollen. Die Leipziger Musikwissenschaftlerin Christine Blanken fand 2007 die Noten in der Staatsbibliothek Berlin. 2010 wurde das wiedergefundene Oratorium in Hunolds Geburtsort Wandersleben erstmals wiederaufgeführt.

## Werke (Auswahl)

### Opern und szenische Huldigungskompositionen
Die Uraufführung fand jeweils, soweit nicht anders angegeben, in der Oper am Gänsemarkt, Hamburg statt.
| Titel | Form                                                         | Uraufführung | Libretto | Anmerkungen |
| --- | ------------------------------------------------------------ | --- | --- | --- |
| Procris und Cephalus | Singspiel in drei Akten                                      | 1694 in Braunschweig, Hägener Rathaus | Friedrich Christian Bressand | |
| Der Königliche Schäfer oder Basilius in Arkadien | Singspiel in drei Akten                                      | 1694 | Friedrich Christian Bressand, nach Il ré pastore ovvero Basilio in Arcadia von Flaminio Parisetti                                        | Im Februar 1699 revidierte Aufführung als Arcadia, oder Die königliche Schäferey in Braunschweig, Hägener Rathaus |
| Die wiedergefundenen Verliebten | Schäferspiel in drei Akten                                   | 24. Mai und 3. Juni 1695 in Salzthal/Salzdahlum bei Braunschweig zum Geburtstag der Herzogin                                                   | Friedrich Christian Bressand | Wiederaufführung 1699 in Hamburg als Die beständige und getreue Ismene |
| Clelia | Singspiel in fünf Akten                                      | 1695 in Braunschweig, Hägener Rathaus | Friedrich Christian Bressand | |
| Circe oder des Ulisses erster Theil | Singspiel in drei Akten                                      | Februar 1696 in Braunschweig, Hägener Rathaus                                                                                                  | Friedrich Christian Bressand | Wiederaufführung 1702 in Hamburg |
| Penelope oder Ulysses ander Theil | Singspiel in drei Akten                                      | Februar 1696 in Braunschweig, Hägener Rathaus                                                                                                  | Friedrich Christian Bressand | Wiederaufführung 1702 in Hamburg |
| Mahumeth II | Trauerspiel in drei Akten                                    | 25. Februar 1696 | Heinrich Hinsch | |
| Der geliebte Adonis | Singspiel in drei Akten                                      | 1697 | Christian Heinrich Postel | |
| Die durch Wilhelm den Großen in Britannien wieder eingeführte Irene                                                                                       | Sing- und Tanzspiel in einem Akt                             | 10. Januar 1698 | Christian Heinrich Postel | |
| Orpheus | Singspiel in fünf Akten                                      | 1696 in Braunschweig, Hägener Rathaus | Friedrich Christian Bressand nach Aurelio Aureli?                                                                                        | Überarbeitet 1699 als zweiteilige Oper Die sterbende Eurydice / Die verwandelte Leyer des Orpheus; 1702 als Die sterbende Eurydice, oder Orpheus; möglicherweise 1709 als Die biß in und nach den Todt unerhörte Treue des Orpheus |
| Die sterbende Eurydice | Oper in drei Akten                                           | Februar 1699 in Braunschweig, Hägener Rathaus                                                                                                  | Friedrich Christian Bressand nach Aurelio Aureli?                                                                                        | Überarbeitung des ersten Teils von Orpheus von 1696 |
| Die verwandelte Leyer des Orpheus | Oper in drei Akten                                           | Februar 1699 in Braunschweig, Hägener Rathaus                                                                                                  | Friedrich Christian Bressand nach Aurelio Aureli?                                                                                        | Überarbeitung des zweiten Teils von Orpheus von 1696 |
| Der aus Hyperboreen nach Cymbrien überbrachte Güldene Apfel                                                                                               | Oper in drei Akten                                           | 1698; nach Mattheson 1699 | Christian Heinrich Postel | |
| Der bey dem allgemeinen Welt-Frieden Von dem Großen Augustus Geschlossene Tempel des Janus                                                                | Singspiel in drei Akten mit Epilog                           | 9. Juni 1698 „Zur Feier des langgewünschten Friedensfestes“                                                                                    | Christian Heinrich Postel | Zum Frieden von Rijswijk 1697. Die Musik des Epilogs ist nicht erhalten. 1729 von Georg Philipp Telemann überarbeitet und mit neuen Arien versehen                                                                                 |
| Allerunterthänigster Gehorsam, Welcher auff dem erfreulichsten Nahmens-Tage des Großen Kaysers Leopolds in einem Tantz- und Singe-Spiel vorgestellet ward | Singspiel ein einem Akt                                      | 15. November 1698 | Christian Heinrich Postel | |
| Die beständige und getreue Ismene | Schäferspiel in drei Akten                                   | 1699 | Friedrich Christian Bressand | Wiederaufführung von Die wiedergefundenen Verliebten von 1695 |
| Die wunderbar errettete Iphigenia | Singspiel in fünf Akten                                      | 1699 | Christian Heinrich Postel nach Euripides                                                                                                 | |
| Die Verbindung des großen Herkules mit der schönen Hebe                                                                                                   | Singspiel in drei Akten                                      | 16. Februar 1699 zur Vermählung Josephs mit Wilhelmine Amalia                                                                                  | Christian Heinrich Postel | |
| Die Wiederkehr der güldnen Zeit | Singspiel in drei Akten                                      | 1699 zur Vermählung Josephs mit Wilhelmine Amalia                                                                                              | Friedrich Christian Bressand | Da die Trauung in Lüneburg vollzogen wurde, fand die Aufführung möglicherweise nicht in Hamburg statt |
| La Forza della virtù oder Die Macht der Tugend | Singspiel in drei Akten                                      | Karneval 1700 | Friedrich Christian Bressand nach einer italienischen Vorlage von Domenico David                                                         | Mattheson zufolge hat Keiser dieses Stück während seiner Abwesenheit von Hamburg komponiert |
| Der gedemüthigte Endymion | Singspiel in drei Akten                                      | 1700 | Nothnagel | 1702 als Der siegende Phaeton wiederholt |
| Das höchstpreissliche Crönungsfest Ihrer Kgl. Majestät in Preussen                                                                                        | Ballett-Oper in einem Akt                                    | 1701 | Hotter; nach Friedrich Chrysander stammt der Text von Nothnagel                                                                          | |
| Störtebecker und Jödge Michaels (2 Teile) | Zwei Opern in jeweils 3 Akten                                | 1701 | Hotter | nur Libretto erhalten |
| Die wunder-schöne Psyche | Singspiel in drei Akten                                      | 26. Oktober 1701 zum Geburtstag der Königin Sophie Charlotte von Preußen                                                                       | Christian Heinrich Postel nach Apuleius und Matteo Noris                                                                                 | |
| Sieg der fruchtbaren Pomona | Oper in einem Akt                                            | 19. Oktober 1702 zum Geburtstag Friedrichs IV. von Dänemark                                                                                    | Christian Heinrich Postel | Wiederaufführung 1703 als Streit der vier Jahreszeiten oder der siegende Herbst |
| Die sterbende Eurydice oder Orpheus (2 Teile) | Zwei Opern in jeweils drei Akten                             | 1702 | Friedrich Christian Bressand | Überarbeitung des Orpheus von 1696 |
| Neues Preußisches Ballett |                                                              | 1702 | Heinrich Hinsch | |
| Die verdammte Staat-Sucht oder Der verführte Claudius | Singspiel in drei Akten                                      | 1703 | Heinrich Hinsch | Enthält erstmals italienische Arien (11 Stück); 1726 neuinszeniert als Claudius, Römischer Käyser |
| Die Geburt der Minerva | Singspiel in drei Akten                                      | 1703 | Heinrich Hinsch | Im selben Jahr auch unter dem Titel Die betrogene Venus aufgeführt |
| Die über die Liebe Triumphirende Weißheit/ oder: Salomon                                                                                                  | Singspiel in drei Akten                                      | 1703 | Christian Friedrich Hunold nach dem Salomon von Herzog Anton Ulrich von Braunschweig oder Johann Christian Knorr von Rosenroth           | Wahrscheinlich Bearbeitung eines älteren Werkes; enthält 7 Arien von Georg Caspar Schürmann; 1709 wiederholt |
| Der gestürzte und wieder erhöhte Nebukadnezar, König zu Babylon                                                                                           | Singspiel in drei Akten                                      | 1704, unmittelbar nach Neujahr | Christian Friedrich Hunold | 1728 revidierte Fassung mit Arieneinlagen von Georg Philipp Telemann |
| Almira, Königin von Castilien | Singspiel in drei Akten                                      | 1704 in Hamburg sowie revidiert in Weißenfels                                                                                                  | Friedrich Christian Feustking, nach Giulio Pancieri                                                                                      | Partitur verschollen; 1706 revidiert in Hamburg mit Prolog Il Genio d’Holsatia; 1708 mit Epilog Der Genius von Europa und mit drei Arien von Carlo Fedeli                                                                          |
| Die römische Unruhe oder Die edelmütige Octavia | Oper in drei Akten mit Prolog                                | 5. August 1705 | Barthold Feind | Als 31. Oper Keisers bezeichnet; enthält 2 Arieneinlagen von Pantalon (Hebenstreit?) |
| Die kleinmütige Selbst-Mörderin Lucretia oder Die Staats-Torheit des Brutus                                                                               | Musikalisches Trauerspiel in fünf Akten                      | 29. November 1705 | Barthold Feind | Eine Parodie dieser Oper, La Lucretia Romana, wurde 1741 von Wallerodi in Frankfurt/Main aufgeführt |
| La Fedeltà coronata oder Die gekrönte Treue | Singspiel in drei Akten                                      | 1706 | Heinrich Hinsch | Erste Oper auf der Hamburger Bühne mit italienischem Titel; enthält Arien der Almira von 1704 |
| Die neapolitanische Fischer-Empörung oder Masaniello furioso                                                                                              | Drama musicale / musikalisches Schauspiel in drei Akten      | Juni 1706 | Barthold Feind | 1727 revidiert mit Arieneinlagen von Georg Philipp Telemann |
| La Costanza Sforzata, die gezwungene Beständigkeit oder Die listige Rache des Sueno                                                                       | Singspiel in drei Akten                                      | 11. Oktober 1706 zum Geburtstag Friedrichs IV. von Dänemark                                                                                    | Barthold Feind | |
| Il Genio d’Holsatia, Introduzione al Fuoco arteficiale | Prolog zu Almira                                             | 1706 | Barthold Feind | |
| Der durchlauchtige Secretarius, oder Almira, Königin von Castilien                                                                                        | Singspiel in drei Akten                                      | 1706 | Friedrich Christian Feustking | Revidierte Fassung der Almira von 1704. Noch 1708 wurde die Arie Schürzgen mit dem Falbala auf den Straßen gesungen. |
| Der angenehme Betrug oder Der Carneval von Venedig | Singspiel in drei Akten                                      | 1707 | Johann August Meister und Mauritz Cuno nach Le Carneval de Venise von Jean-François Regnard                                              | Enthält Arieneinlagen von Christoph Graupner und anderen Komponisten; 1723 revidiert mit 21 neuen Arien |
| La forza dell’amore oder Die von Paris entführte Helena                                                                                                   | Singspiel in drei Akten                                      | 1709 | Reinhard Keiser nach Helena rapita da Paride von Aurelio Aureli                                                                          | |
| Die blutdürstige Rache oder Heliates und Olympia | Singspiel in drei Akten                                      | 1709 | Reinhard Keiser? | Musik teilweise von Christoph Graupner |
| Desiderius, König der Langobarden | Musikalisches Schauspiel in fünf Akten mit Prolog und Epilog | 26. Juli 1709 | Barthold Feind | |
| Die biß in und nach dem Todt unerhörte Treue des Orpheus                                                                                                  | Oper                                                         | 1709 | Friedrich Christian Bressand | wahrscheinlich Umarbeitung des Orpheus von 1702 |
| La Grandezza d’Animo oder Arsinoe | Musikalisches Schauspiel in fünf Akten                       | 1710 | Breymann nach einer italienischen Vorlage                                                                                                | |
| Le bon Vivant oder Die Leipziger Messe | Sing- und Lustspiel in drei Akten                            | 1710 | Christian Heinrich Weidemann? | |
| Der Morgen des Europäischen Glückes oder Aurora | Schäferspiel in fünf Akten                                   | 16. Juli 1710 zum Geburtstag Kaiser Josephs | Breymann | |
| Der durch den Fall des großen Pompejus erhöhete Julius Caesar                                                                                             | Singspiel in fünf Akten                                      | November 1710 | Barthold Feind | Wiederaufführung am 5. April 1731 als Der Fall des großen Pompejus |
| Der hochmütige, gestürzte und wieder erhabene Croesus | Singspiel in drei Akten                                      | 1711 in Hamburg | Lucas von Bostel nach Il Creso von Nicolò Minato                                                                                         | Neufassung aufgeführt am 4. Dezember 1730 |
| Die Oesterreichische Großmuth oder Carolus V. | Musikalisches Schauspiel in drei Akten mit Epilog            | 28. Januar 1712 zum Krönungsfest Kaiser Karls VI.; revidierte Wiederaufführung am 1. Oktober 1714 mit Prolog und Epilog zu dessen Geburtstag   | Johann Ulrich König | |
| Die entdeckte Verstellung oder Die geheime Liebe der Diana                                                                                                | Schäferspiel in drei Akten                                   | April 1712 | Johann Ulrich König | Neufassung aufgeführt am 19. Juli 1724 als Der sich rächende Cupido |
| Die wiederhergestellte Ruh oder Die gecrönte Tapferkeit des Heraclius                                                                                     | Singspiel in fünf Akten mit Prolog und Epilog                | Juni 1712 zum ungarischen Krönungsfest | Johann Ulrich König nach L’Heraclio von Nicolò Beregan                                                                                   | |
| L’inganno fedele oder Der getreue Betrug | Heroisches Schäferspiel in drei Akten                        | Oktober 1714 | Johann Ulrich König | Im Druck als 62. Oper bezeichnet; Wiederaufführung zum Krönungsfest Georg Ludwigs von Großbritannien am 15. November 1714 als Die gecrönte Tugend                                                                                  |
| Triumph des Friedens | Serenata                                                     | 1715 zur Feier des Reichsfriedens | Johann Ulrich König | |
| Fredegunda | Musikalisches Schauspiel in fünf Akten                       | März 1715 | Johann Ulrich König nach La Fredegonda von Francesco Silvani                                                                             | vielfach wiederaufgeführt |
| L’Amore verso la patria oder Der sterbende Cato | Musikalisches Schauspiel in drei Akten                       | 1715 | Barthold Feind nach Catone uticense von Matteo Noris                                                                                     | |
| Artemisia | Singspiel in drei Akten                                      | 1715 | mehrere Autoren | Als 64. Oper bezeichnet |
| Das Römische April-Fest | Musikalisches Lust- u. Tanzspiel                             | Juni 1716 zur Geburt von Leopold Johann, Erzherzog von Oesterreich und Prinz von Asturien                                                      | Barthold Feind | |
| Das verewigte und triumphirende Ertz-Hauß Oesterreich | Serenata                                                     | 1716 zum Geburtsfest Karls VI. | Barthold Feind oder Barthold Heinrich Brockes                                                                                            | |
| Das zerstörte Troja oder Der durch den Tod Helenens versöhnte Achilles                                                                                    | Singspiel in fünf Akten                                      | November oder Dezember 1716 anläßlich des Sieges über die Türken bei Temeswar                                                                  | Johann Joachim Hoë nach Achille placato von Urbano Rizzi                                                                                 | |
| Die durch Verstellung und Großmuth über die Grausamkeit siegende Liebe oder Julia                                                                         | Singspiel in fünf Akten                                      | Februar 1717 | Johann Joachim Hoë | Am 30. Januar 1722 Aufführung der revidierten ersten beiden Akte als Antonius, Römischer Kaiser in Kopenhagen |
| Die großmütige Tomyris | Singspiel in drei Akten                                      | Juli 1717 | Johann Joachim Hoë | 1723 Wiederaufführung einer revidierten Fassung u. a. mit 2 Arien von Giovanni Bononcini |
| Der die Festung Siebenbürgisch-Weißenburg erobernde und über die Dacier triumphirende Kayser Trajanus                                                     | Singspiel in drei Akten mit Epilog                           | 4. November 1717 „am Namenstage Carls VI. zur Feier des vom Prinzen Eugenius über die Türken erfochtenen Sieges und der Eroberung von Belgrad“ | Johann Joachim Hoë | |
| Das bey seiner Ruh und Gebuhrt eines Printzen Frolockende Lycien unter der Regierung des Königs Jobates und Bellerophon                                   | Singspiel in drei Akten                                      | 28. Dezember 1717 | Johann Joachim Hoë | |
| Cloris und Tirsis | Oper in drei Akten mit Epilog (Pasticcio)                    | 18. Dezember 1721 in Kopenhagen | Verschiedene Librettisten | Enthält Chöre und Arien u. a. aus Jobates und Bellerophon, Trajanus, Julius Caesar und Heraclius; Gemeinschaftsarbeit mit Francesco Bartolomeo Conti                                                                               |
| Die unvergleichliche Psyche | Musikalisches Schauspiel in drei Akten mit Prolog            | 16. April 1722 in Kopenhagen | Christian Heinrich Postel, bearbeitet von Friedrich Maximilian von Lersner                                                               | |
| Ulysses | Singspiel in drei Akten mit Prolog                           | November 1722 in Kopenhagen zum Geburtstag des Königs Friedrich IV. von Dänemark und Norwegen                                                  | Friedrich Maximilian von Lersner nach Ulysse von Henri Guichard                                                                          | Enthält mindestens eine Arie von Giuseppe Maria Orlandini |
| Der durch Großmuth und Gnade siegende Augustus | Singspiel in drei Akten mit Prolog und Epilog                | 11. Oktober 1722? in Kopenhagen | Johann Joachim Hoë | |
| Der Armenier | Singspiel?                                                   | 1722 in Kopenhagen | Friedrich Maximilian von Lersner | Aufführung nicht belegt |
| Die betrogene und nachmals vergötterte Ariadne | Singspiel in drei Akten mit Prolog                           | 25. November 1722 | Christian Heinrich Postel 1691, Bearbeiter unbekannt                                                                                     | Vermutlich Überarbeitung der gleichnamigen Oper von Johann Georg Conradi, 1691 |
| Sancio oder Die siegende Großmuth |                                                              | 1723 | Friedrich Maximilian von Lersner oder Johann Ulrich König nach Il miglior d’ogni amore per il peggiore d’ogni odio von Francesco Silvani | Vermutlich unvollendet |
| Das wegen Verbannung der Landplagen am Geburthstage Herrn Friedrich IV. zu Dennemark etc. Jauchzende Cimbrien                                             | Serenata                                                     | 1724 | Schwemschuch | |
| Das frohlockende Groß-Britannien | Serenata                                                     | 8. Juni 1724 | Schwemschuch | |
| Der sich rächende Cupido | Schäferspiel                                                 | 1724 | Johann Ulrich König | Umarbeitung der Diana von 1712. Die Titelpartie wurde für Keisers jugendliche Tochter Sophie verändert, die mit dieser Oper debütierte. Wenigstens 17 Arien wurden neu komponiert.                                                 |
| Bretislaus oder Die siegende Beständigkeit | Singspiel in drei Akten mit Prolog und Epilog                | 7. Februar 1725 zur Vermählung Herzog Carl Friedrichs von Schleswig-Holstein mit Prinzessin Anna Petrowna                                      | Johann Philipp Praetorius | Enthält Arien von Giuseppe Maria Orlandini, Giovanni Bononcini und C. von Wich |
| Der Hamburger Jahrmarkt oder Der glückliche Betrug | Scherzhaftes Singspiel in fünf Akten                         | 20. Juni 1725 | Johann Philipp Praetorius | |
| Die Hamburger Schlachtzeit oder Der mißlungene Betrug | Singspiel in fünf Akten mit Prolog                           | 22. Oktober 1725 | Johann Philipp Praetorius | Als 107. Oper bezeichnet. Die Oper wurde nach einmaliger Aufführung von der Behörde verboten |
| Prologus beim Geburths-Feste Friderici Ludovici von Hannover                                                                                              | Serenata                                                     | 31. Januar 1726 | Johann Philipp Praetorius | |
| Mistevojus König der Obotriten oder Wenden | Singspiel in fünf Akten                                      | Januar oder Februar 1726 | Johann Samuel Müller nach Antioco von Apostolo Zeno / Pietro Pariati und Seleuco von Nicolò Minato                                       | Enthält italienische Arien von Paolo Antonio Rolli und Antonio Caldara |
| Der lächerliche Prinz Jodelet | Scherzhaftes Singspiel in fünf Akten (Pasticcio)             | 1726 | Johann Philipp Praetorius nach französischen Vorlagen                                                                                    | Enthält mehrere Arien von anderen Komponisten wie Antonio Caldara, Francesco Gasparini und Antonio Vivaldi, sowie deutsche Arien aus Keisers Bretislaus                                                                            |
| Buchhöfer. Der stumme Printz Atis | Intermezzo                                                   | 1726 | Johann Philipp Praetorius | |
| Barbacola | Intermezzo                                                   | 1726 | | Musik teilweise von Jean-Baptiste Lully |
| Lucius Verus oder Die siegende Treue | Singspiel in drei Akten                                      | 18. Oktober 1728 | Unbekannter Librettist nach Berenice von Heinrich Hinsch bzw. Lucio Vero von Apostolo Zeno                                               | Nach Berenice von Georg Bronner, 1702 |
| Circe | Singspiel in 5 Akten (Pasticcio)                             | 1. / 3. März 1734 | Johann Philipp Praetorius nach Jan Jacob van Mauritius                                                                                   | Enthält Musik von Leonardo Vinci, Geminiano Giacomelli, Johann Adolf Hasse und anderen Komponisten |

### Instrumentalmusik
- 2 Triosonaten (in G-Dur und F-Dur)
- Flötenkonzert

### Geistliche Werke
- Der blutige und sterbende Jesus, Oratorium Passionale (1705/29). Libretto: Menantes.
- Der für die Sünde der Welt gemarterte und sterbende Jesus, Passions-Oratorium (Brockes-Passion) (1712) (Partiturmanuskript der Königlichen Bibliothek Kopenhagen als PDF, ca. 36 MB)
- Der siegende David [Die durch Grossmuth und Glauben triumphirende Unschuld, oder Der siegende David], geistliches Sing-Gedicht (1716)
- Passio secundum Marcum (Markuspassion) (Authentizität zweifelhaft, wahrscheinlich von Friedrich Nicolaus Bruhns oder Gottfried Keiser)